# Сотчемвыв
Сотчемвыв (коми Сотчӧмвыв) — деревня в Сыктывдинском районе Республики Коми России. Входит в состав сельского поселения Палевицы.

## География
Деревня находится в юго-западной части Республики Коми, в пределах Вычегодско-Мезенской равнины, на правом берегу реки Вычегды, на расстоянии примерно 45 километров (по прямой) к северо-западу от села Выльгорт, административного центра района.
Климат
Климат характеризуется как умеренно континентальный, с продолжительной умеренно морозной многоснежной зимой и коротким прохладным летом. Среднегодовая температура воздуха составляет 0,4 °С. Средняя температура воздуха самого тёплого месяца (июля) составляет 16,7 °C; самого холодного (января) — −15,6 °C. Безморозный период длится в течение 187 дней. Среднегодовое количество атмосферных осадков составляет 560 мм.
Часовой пояс
Сотчемвыв, как и вся Республика Коми, находится в часовой зоне МСК (московское время). Смещение применяемого времени относительно UTC составляет +3:00.

## Население
| 2010 |
| ---- |
| 200  |

Гендерный состав
По данным Всероссийской переписи населения 2010 года в гендерной структуре населения мужчины составляли 51 %, женщины — соответственно 49 %.
Национальный состав
Согласно результатам переписи 2002 года, в национальной структуре населения коми составляли 91 % из 216 чел.